# Latastia cherchii
Latastia cherchii är en ödleart som beskrevs av  Antonio Arillo BALLETTO och SPANO 1967. Latastia cherchii ingår i släktet Latastia och familjen lacertider. IUCN kategoriserar arten globalt som livskraftig. Inga underarter finns listade i Catalogue of Life.